# Ibiraiaras
Os Ibiraiaras foram um grupo indígena que habitou o estado brasileiro do Rio Grande do Sul e itatiba SP, vivendo nos campos de cima da serra e alimentando-se de frutos e raízes.